# Darjeeling (stad)
Darjeeling (Nepalees: दार्जीलिंग, Dorj Ling, 'Oord der bliksemflitsen') is een stad in de Indiase staat West-Bengalen. Het is de hoofdstad van het gelijknamige district Darjeeling. De stad heeft 107.197 inwoners (2001).
De stad ligt in de bergen aan de voet van de Himalaya. De op twee na hoogste berg, de Kangchenjunga, ligt direct in het zicht. Darjeeling is om twee redenen beroemd: door de speciale thee en om de Darjeelingspoorweg, die op de werelderfgoedlijst staat. De spoorweg verbindt Darjeeling met de lager gelegen stad Siliguri.
De naam Darjeeling stamt uit het Tibetaans en betekent 'Land van de bliksem'. Tot 1853 behoorde de stad tot Sikkim, maar in dat jaar werd het gebied door Brits-Indië geannexeerd. De Britten stichtten er een militaire basis en een sanatorium. Na experimenten door de arts Archibald Campbell, die in 1841 theezaad uit China had meegenomen om het bij zijn woning in Darjeeling te gaan verbouwen, begon de commerciële verbouw van thee in het midden van de negentiende eeuw.
Darjeeling heeft vijf seizoenen. Lente, zomer, herfst, winter en het regenseizoen. De gemiddelde maximumtemperatuur is 14.9 °C, de gemiddelde minimumtemperatuur is 8.9 °C. De laagst gemeten temperatuur is −5 °C op 11 februari 1905. Jaarlijks valt er gemiddeld 309,2 cm regen over gemiddeld 126 regendagen.
Er zijn 52 basisscholen, 21 middelbare scholen en twee universiteiten. Scholen worden bestuurd door de overheid, privé-instellingen of religieuze organisaties. De scholen gebruiken overwegend Engels en Nepalees, maar er zijn ook mogelijkheden om les te krijgen in Hindi of Bengaals, de officiële taal van de staat.

## Geboren
- Reginald Warneford (1891-1915), officier van de Royal Naval Air Service
- Vivien Leigh (1913-1967), Brits actrice
- Anna Kashfi (1934-2015), Brits actrice
- Erick Avari (1952), acteur
- Mahima Chaudhry (1973), actrice

## Galerij

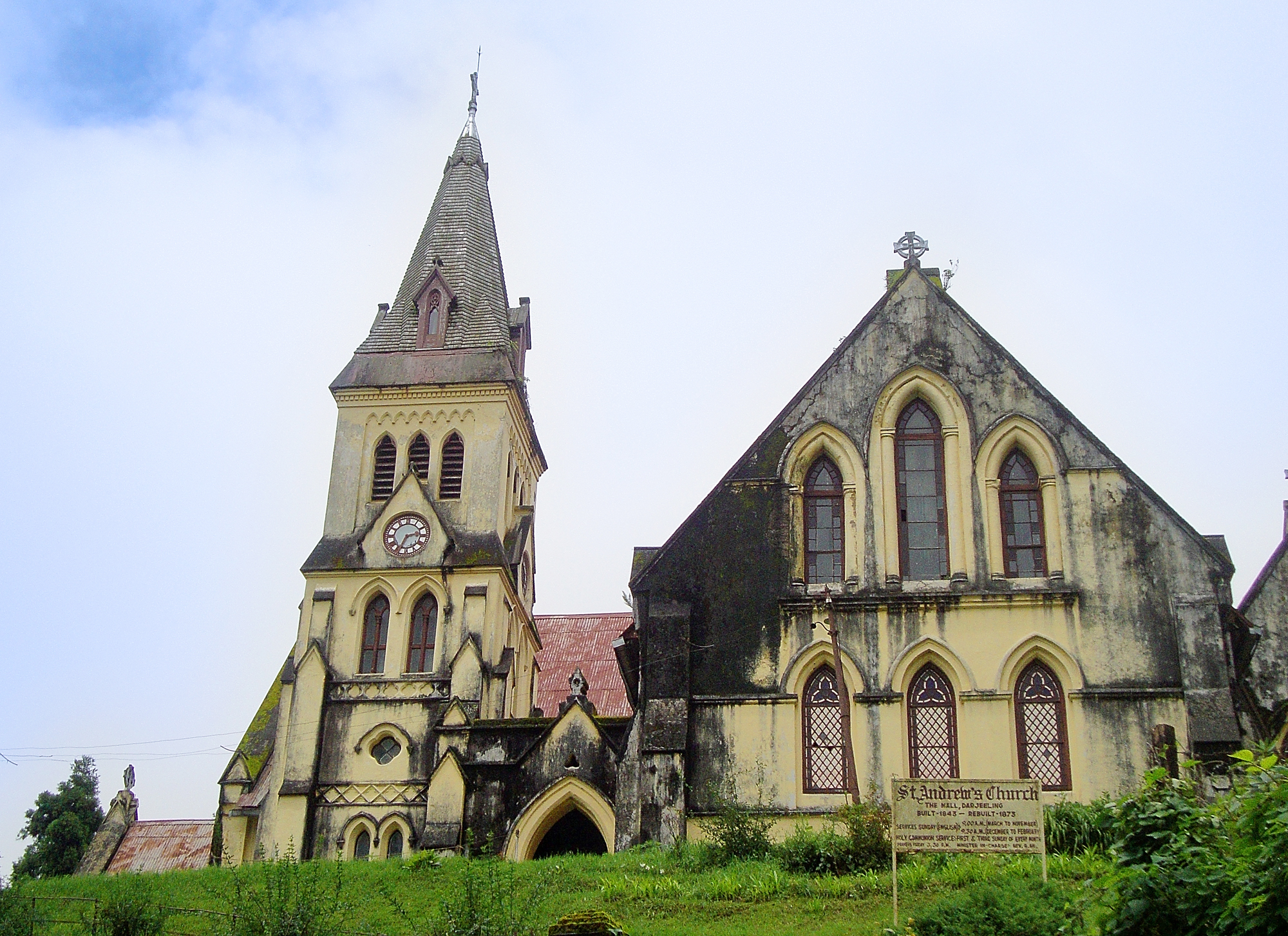
St. Andrew's Church, Darjeeling, gesticht in 1843 en herbouwd in 1873
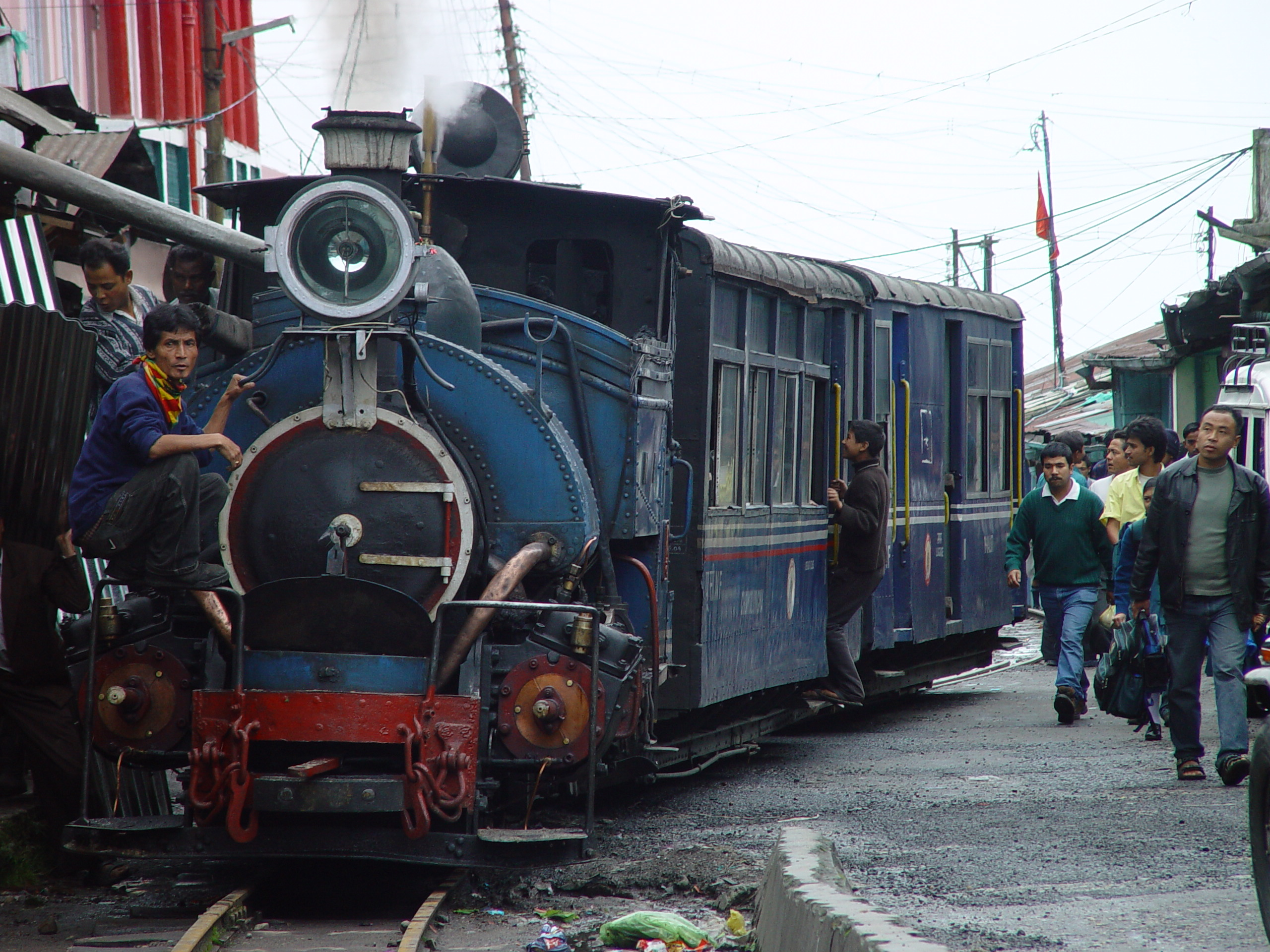
Trein naar Darjeeling (2004)